# Campeonato Brasileiro Série D 2017
Il Campeonato Brasileiro Série D 2017 è stata la 9ª edizione del Campeonato Brasileiro Série D.

## Squadre partecipanti
| Squadra (Città)                               | Stato               | Motivo qualificazione                                      |
| --------------------------------------------- | ------------------- | ---------------------------------------------------------- |
| Altos (Altos)                                 | Piauí               | Miglior classificato del Campionato Piauiense 2016         |
| América-PE (Recife)                           | Pernambuco          | Vincitore del Gruppo B del Campionato Pernambucano 2016    |
| América-RN (Natal)                            | Rio Grande do Norte | 17º posto in Série C 2016                                  |
| Anápolis (Anápolis)                           | Goiás               | Miglior classificato del Campionato Goiano 2016            |
| Aparecidense (Aparecida de Goiânia)           | Goiás               | Miglior classificato del Campionato Goiano 2015            |
| Atlético Acreano (Rio Branco)                 | Acre                | Vice-campione della prima fase del Campionato Acriano 2016 |
| Atl. Pernambucano (Carpina)                   | Pernambuco          | 4° miglior classificato del Campionato Pernambucano 2016   |
| Audax (Osasco)                                | San Paolo           | Miglior classificato del Campionato Paulista 2016          |
| Bangu (Rio de Janeiro)                        | Rio de Janeiro      | 3° miglior classificato del Campionato Carioca 2016        |
| Baré (Boa Vista)                              | Roraima             | Vincitore del primo turno del Campionato Roraimense 2016   |
| Boavista-RJ (Saquarema)                       | Rio de Janeiro      | 2° miglior classificato del Campionato Carioca 2016        |
| Brusque (Brusque)                             | Santa Catarina      | Miglior classificato del Campionato Catarinense 2016       |
| Caldense (Poços de Caldas)                    | Minas Gerais        | 2° miglior classificato del Campionato Mineiro 2016        |
| Campinense (Campina Grande)                   | Paraíba             | Miglior classificato del Campionato Paraibano 2016         |
| Ceilândia (Ceilândia)                         | Distretto Federale  | 2° nel Campionato Brasiliense 2016                         |
| Central-PE (Caruaru)                          | Pernambuco          | Vincitore del Gruppo A del Campionato Pernambucano 2016    |
| Comercial-MS (Campo Grande)                   | Mato Grosso do Sul  | 2° nel Campionato Sul-Mato-Grossense 2016                  |
| Cordino (Barra do Corda)                      | Maranhão            | 2° miglior classificato del Campionato Maranhense 2016     |
| Coruripe (Coruripe)                           | Alagoas             | 3° miglior classificato del Campionato Alagoano 2016       |
| Desportiva (Cariacica)                        | Espírito Santo      | Vincitore del Campionato Capixaba 2016                     |
| Espírito Santo (Vitória)                      | Espírito Santo      | 2° nel Campionato Capixaba 2016                            |
| Fast Clube (Manaus)                           | Amazonas            | Vincitore del Campionato Amazonense 2016                   |
| Fluminense de Feira (Feira de Santana)        | Bahia               | 2º miglior classificato del Campionato Baiano 2016         |
| Foz do Iguaçu (Foz do Iguaçu)                 | Paraná              | 3° miglior classificato del Campionato Paranaense 2016     |
| Genus (Porto Velho)                           | Rondônia            | 2° nel Campionato Rondoniense 2016                         |
| Globo (Ceará-Mirim)                           | Rio Grande do Norte | Miglior classificato del Campionato Potiguar 2016          |
| Guarani de Juazeiro (Juazeiro do Norte)       | Ceará               | 2º miglior classificato del Campionato Cearense 2016       |
| Guarany de Sobral (Sobral)                    | Ceará               | 3º miglior classificato del Campionato Cearense 2016       |
| Gurupi (Gurupi)                               | Tocantins           | Vincitore del Campionato Tocantinense 2016                 |
| Inter de Lages (Lages)                        | Santa Catarina      | 2° miglior classificato del Campionato Catarinense 2016    |
| Itabaiana (Itabaiana)                         | Sergipe             | 2° nel Campionato Sergipano 2016                           |
| Ituano (Itu)                                  | San Paolo           | Miglior classificato della Série D 2016                    |
| Itumbiara (Itumbiara)                         | Goiás               | 2° miglior classificato del Campionato Goiano 2016         |
| Jacobina (Jacobina)                           | Bahia               | 2° nella Copa Governador do Estado da Bahia 2016           |
| Juazeirense (Juazeiro)                        | Bahia               | Miglior classificato del Campionato Baiano 2016            |
| Luziânia (Luziânia-GO)                        | Distretto Federale  | Vincitore del Campionato Brasiliense 2016                  |
| Maranhão (São Luís)                           | Maranhão            | 2° miglior classificato del Campionato Maranhense 2016     |
| Metropolitano (Blumenau)                      | Santa Catarina      | 3° miglior classificato del Campionato Catarinense 2016    |
| Murici (Murici)                               | Alagoas             | 2° miglior classificato del Campionato Alagoano 2016       |
| Novo Hamburgo (Novo Hamburgo)                 | Rio Grande do Sul   | 2° miglior classificato del Campionato Gaúcho 2016         |
| Operário-PR (Ponta Grossa)                    | Paraná              | Vincitore della Taça FPF 2016                              |
| Parnahyba (Parnaíba)                          | Piauí               | 2° miglior classificato del Campionato Piauiense 2016      |
| Portuguesa (San Paolo)                        | San Paolo           | 18º posto in Série C 2016                                  |
| Portuguesa-RJ (Rio de Janeiro)                | Rio de Janeiro      | Vincitore della Copa Rio 2016                              |
| Potiguar (Mossoró)                            | Rio Grande do Norte | 2° miglior classificato del Campionato Potiguar 2016       |
| Princesa do Solimões (Manacapuru)             | Amazonas            | 2° nel Campionato Amazonense 2015                          |
| PSTC (Cornélio Procópio)                      | Paraná              | Miglior classificato del Campionato Paranaense 2016        |
| Real Ariquemes (Ariquemes)                    | Rondônia            | 3° miglior classificato del Campionato Rondoniense 2016    |
| Rio Branco-AC (Rio Branco)                    | Acre                | Vincitore della prima fase del Campionato Acriano 2016     |
| Santos-AP (Macapá)                            | Amapá               | Vincitore del Campionato Amapaense 2015                    |
| San Paolo-RS (Rio Grande)                     | Rio Grande do Sul   | Miglior classificato del Campionato Gaúcho 2016            |
| São Bernardo (São Bernardo do Campo)          | San Paolo           | 3° miglior classificato del Campionato Paulista 2016       |
| São Francisco-PA (Santarém)                   | Pará                | Miglior classificato del Campionato Paraense 2016          |
| São José-RS (Porto Alegre)                    | Rio Grande do Sul   | Vincitore della Super Copa Gaúcha 2015                     |
| São Raimundo-PA (Santarém)                    | Pará                | 2° miglior classificato del Campionato Paraense 2016       |
| São Raimundo-RR (Boa Vista)                   | Roraima             | Vincitore del Campionato Roraimense 2016                   |
| Sergipe (Aracaju)                             | Sergipe             | Vincitore del Campionato Sergipano 2016                    |
| Sete de Dourados (Dourados)                   | Mato Grosso do Sul  | Vincitore del Campionato Sul-Mato-Grossense 2016           |
| Sinop (Sinop)                                 | Mato Grosso         | Miglior classificato del Campionato Mato-Grossense 2016    |
| Sousa (Sousa)                                 | Paraíba             | 2° miglior classificato del Campionato Paraibano 2016      |
| Tocantins de Miracema (Miracema do Tocantins) | Tocantins           | 2° nel Campionato Tocantinense 2016                        |
| Trem (Macapá)                                 | Amapá               | 2° nel Campionato Amapaense 2015                           |
| União Rondonópolis (Rondonópolis)             | Mato Grosso         | 3° miglior classificato del Campionato Mato-Grossense 2016 |
| URT (Patos de Minas)                          | Minas Gerais        | Miglior classificato del Campionato Mineiro 2016           |
| Villa Nova (Nova Lima)                        | Minas Gerais        | 3° miglior classificato del Campionato Mineiro 2016        |
| XV de Piracicaba (Piracicaba)                 | San Paolo           | Vincitore della Copa Paulista 2016                         |

## Prima fase

### Gruppo A1
| Pos. | Squadra              | Pt | G | V | N | P | GF | GS | DR  |
| ---- | -------------------- | -- | - | - | - | - | -- | -- | --- |
| 1    | Atlético Acreano     | 13 | 6 | 4 | 1 | 1 | 16 | 6  | +10 |
| 2    | Princesa do Solimões | 12 | 6 | 4 | 0 | 2 | 9  | 4  | +5  |
| 3    | Trem                 | 9  | 6 | 3 | 0 | 3 | 7  | 11 | -4  |
| 4    | Real Ariquemes       | 1  | 6 | 0 | 1 | 5 | 3  | 14 | -11 |

### Gruppo A2
| Pos. | Squadra         | Pt | G | V | N | P | GF | GS | DR |
| ---- | --------------- | -- | - | - | - | - | -- | -- | -- |
| 1    | Gurupi          | 11 | 6 | 3 | 2 | 1 | 9  | 6  | +3 |
| 2    | São Raimundo-PA | 10 | 6 | 3 | 1 | 2 | 11 | 7  | +4 |
| 3    | Fast Clube      | 7  | 6 | 1 | 4 | 1 | 6  | 7  | -1 |
| 4    | Baré            | 3  | 6 | 0 | 3 | 3 | 3  | 9  | -6 |

### Gruppo A3
| Pos. | Squadra          | Pt | G | V | N | P | GF | GS | DR |
| ---- | ---------------- | -- | - | - | - | - | -- | -- | -- |
| 1    | Rio Branco-AC    | 13 | 6 | 4 | 1 | 1 | 10 | 6  | +4 |
| 2    | São Francisco-PA | 9  | 6 | 2 | 3 | 1 | 7  | 6  | +1 |
| 3    | São Raimundo-RR  | 5  | 6 | 1 | 2 | 3 | 7  | 9  | -2 |
| 4    | Genus            | 5  | 6 | 1 | 2 | 3 | 7  | 10 | -3 |

### Gruppo A4
| Pos. | Squadra               | Pt | G | V | N | P | GF | GS | DR |
| ---- | --------------------- | -- | - | - | - | - | -- | -- | -- |
| 1    | Santos-AP             | 13 | 6 | 4 | 1 | 1 | 11 | 6  | +5 |
| 2    | Altos                 | 10 | 6 | 3 | 1 | 2 | 14 | 6  | +8 |
| 3    | Cordino               | 7  | 6 | 2 | 1 | 3 | 5  | 9  | -4 |
| 4    | Tocantins de Miracema | 4  | 6 | 1 | 1 | 4 | 5  | 14 | -9 |

### Gruppo A5
| Pos. | Squadra           | Pt | G | V | N | P | GF | GS | DR |
| ---- | ----------------- | -- | - | - | - | - | -- | -- | -- |
| 1    | Guarany de Sobral | 13 | 6 | 4 | 1 | 1 | 10 | 7  | +3 |
| 2    | Maranhão          | 10 | 6 | 3 | 1 | 2 | 9  | 4  | +5 |
| 3    | River             | 9  | 6 | 3 | 0 | 3 | 8  | 9  | -1 |
| 4    | Potiguar          | 2  | 6 | 0 | 2 | 4 | 4  | 11 | -7 |

### Gruppo A6
| Pos. | Squadra             | Pt | G | V | N | P | GF | GS | DR |
| ---- | ------------------- | -- | - | - | - | - | -- | -- | -- |
| 1    | Globo               | 12 | 6 | 4 | 0 | 2 | 7  | 3  | +4 |
| 2    | Parnahyba           | 9  | 6 | 3 | 0 | 3 | 6  | 4  | +2 |
| 3    | América-PE          | 7  | 6 | 2 | 1 | 3 | 3  | 5  | -2 |
| 4    | Guarani de Juazeiro | 7  | 6 | 2 | 1 | 3 | 3  | 7  | -4 |

### Gruppo A7
| Pos. | Squadra     | Pt | G | V | N | P | GF | GS | DR |
| ---- | ----------- | -- | - | - | - | - | -- | -- | -- |
| 1    | Juazeirense | 9  | 6 | 2 | 3 | 1 | 9  | 6  | +3 |
| 2    | Sousa       | 9  | 6 | 2 | 3 | 1 | 6  | 4  | +2 |
| 3    | Coruripe    | 7  | 6 | 2 | 1 | 3 | 9  | 10 | -1 |
| 4    | Central-PE  | 7  | 6 | 2 | 1 | 3 | 7  | 11 | -4 |

### Gruppo A8
| Pos. | Squadra             | Pt | G | V | N | P | GF | GS | DR |
| ---- | ------------------- | -- | - | - | - | - | -- | -- | -- |
| 1    | Fluminense de Feira | 9  | 6 | 2 | 3 | 1 | 9  | 5  | +4 |
| 2    | Campinense          | 8  | 6 | 2 | 2 | 2 | 6  | 5  | +1 |
| 3    | Atl. Pernambucano   | 7  | 6 | 2 | 1 | 3 | 9  | 12 | -3 |
| 4    | Itabaiana           | 5  | 6 | 2 | 2 | 2 | 8  | 10 | -2 |

### Gruppo A9
| Pos. | Squadra    | Pt | G | V | N | P | GF | GS | DR |
| ---- | ---------- | -- | - | - | - | - | -- | -- | -- |
| 1    | América-RN | 15 | 6 | 5 | 0 | 1 | 13 | 4  | +9 |
| 2    | Jacobina   | 9  | 6 | 3 | 0 | 3 | 9  | 9  | 0  |
| 3    | Sergipe    | 6  | 6 | 2 | 0 | 4 | 7  | 11 | -4 |
| 4    | Murici     | 6  | 6 | 2 | 0 | 4 | 7  | 12 | -5 |

### Gruppo A10
| Pos. | Squadra      | Pt | G | V | N | P | GF | GS | DR |
| ---- | ------------ | -- | - | - | - | - | -- | -- | -- |
| 1    | Ceilândia    | 10 | 6 | 3 | 1 | 2 | 8  | 5  | +3 |
| 2    | Comercial-MS | 10 | 6 | 3 | 1 | 2 | 10 | 9  | +1 |
| 3    | Anápolis     | 9  | 6 | 2 | 3 | 1 | 8  | 6  | +2 |
| 4    | Sinop        | 3  | 6 | 0 | 3 | 3 | 5  | 11 | -6 |

### Gruppo A11
| Pos. | Squadra            | Pt | G | V | N | P | GF | GS | DR  |
| ---- | ------------------ | -- | - | - | - | - | -- | -- | --- |
| 1    | União Rondonópolis | 11 | 6 | 3 | 2 | 1 | 8  | 6  | +2  |
| 2    | Aparecidense       | 10 | 6 | 3 | 1 | 2 | 10 | 8  | +2  |
| 3    | Luziânia           | 10 | 6 | 2 | 4 | 0 | 11 | 5  | +6  |
| 4    | Sete de Dourados   | 1  | 6 | 0 | 1 | 5 | 3  | 13 | -10 |

### Gruppo A12
| Pos. | Squadra       | Pt | G | V | N | P | GF | GS | DR |
| ---- | ------------- | -- | - | - | - | - | -- | -- | -- |
| 1    | Portuguesa-RJ | 14 | 6 | 4 | 2 | 0 | 9  | 2  | +7 |
| 2    | URT           | 10 | 6 | 3 | 1 | 2 | 4  | 5  | -1 |
| 3    | Itumbiara     | 8  | 6 | 2 | 2 | 2 | 5  | 6  | -1 |
| 4    | Audax         | 1  | 6 | 0 | 1 | 5 | 4  | 9  | -5 |

### Gruppo A13
| Pos. | Squadra    | Pt | G | V | N | P | GF | GS | DR |
| ---- | ---------- | -- | - | - | - | - | -- | -- | -- |
| 1    | Villa Nova | 9  | 6 | 2 | 3 | 1 | 6  | 6  | 0  |
| 2    | Desportiva | 8  | 6 | 2 | 2 | 2 | 5  | 5  | 0  |
| 3    | Bangu      | 8  | 6 | 2 | 2 | 2 | 7  | 8  | -1 |
| 4    | Portuguesa | 7  | 6 | 2 | 1 | 3 | 5  | 4  | +1 |

### Gruppo A14
| Pos. | Squadra         | Pt | G | V | N | P | GF | GS | DR |
| ---- | --------------- | -- | - | - | - | - | -- | -- | -- |
| 1    | Boavista-RJ     | 11 | 6 | 3 | 2 | 1 | 10 | 7  | +3 |
| 2    | Espírito Santo  | 9  | 6 | 2 | 3 | 1 | 6  | 4  | +2 |
| 3    | Red Bull Brasil | 7  | 6 | 2 | 1 | 3 | 5  | 5  | 0  |
| 4    | Caldense        | 6  | 6 | 2 | 0 | 4 | 6  | 11 | -5 |

### Gruppo A15
| Pos. | Squadra          | Pt | G | V | N | P | GF | GS | DR |
| ---- | ---------------- | -- | - | - | - | - | -- | -- | -- |
| 1    | Operário-PR      | 12 | 6 | 4 | 0 | 2 | 6  | 3  | +3 |
| 2    | Brusque          | 10 | 6 | 3 | 1 | 2 | 8  | 5  | +3 |
| 3    | XV de Piracicaba | 9  | 6 | 3 | 0 | 3 | 7  | 8  | -1 |
| 4    | San Paolo-RS     | 4  | 6 | 1 | 1 | 4 | 7  | 12 | -5 |

### Gruppo A16
| Pos. | Squadra        | Pt | G | V | N | P | GF | GS | DR |
| ---- | -------------- | -- | - | - | - | - | -- | -- | -- |
| 1    | São Bernardo   | 13 | 6 | 4 | 1 | 1 | 7  | 3  | +4 |
| 2    | Inter de Lages | 8  | 6 | 2 | 2 | 2 | 4  | 4  | 0  |
| 3    | Foz do Iguaçu  | 6  | 6 | 1 | 3 | 2 | 4  | 6  | -2 |
| 4    | Novo Hamburgo  | 5  | 6 | 1 | 2 | 3 | 4  | 6  | -2 |

### Gruppo A17
| Pos. | Squadra       | Pt | G | V | N | P | GF | GS | DR |
| ---- | ------------- | -- | - | - | - | - | -- | -- | -- |
| 1    | São José-RS   | 12 | 6 | 4 | 0 | 2 | 13 | 4  | +9 |
| 2    | Metropolitano | 10 | 6 | 3 | 1 | 2 | 3  | 5  | -2 |
| 3    | Ituano        | 8  | 6 | 2 | 2 | 2 | 4  | 4  | 0  |
| 4    | PSTC          | 4  | 6 | 1 | 1 | 4 | 3  | 10 | -7 |

## Seconda fase
| Squadra 1            | Totale          | Squadra 2           | Andata | Ritorno |
| -------------------- | --------------- | ------------------- | ------ | ------- |
| São Francisco-PA     | 3 - 6           | Atlético Acreano    | 3 - 3  | 0 - 3   |
| Princesa do Solimões | 4 - 4 (gfc)     | Gurupi              | 3 - 3  | 1 - 1   |
| Maranhão             | 3 - 1           | Rio Branco-AC       | 2 - 0  | 1 - 1   |
| Altos                | 3 - 3 (gfc)     | Santos-AP           | 2 - 2  | 1 - 1   |
| Sousa                | 4 - 4 (3-4 dcr) | Guarany de Sobral   | 3 - 1  | 1 - 3   |
| Parnahyba            | 2 - 5           | Globo               | 2 - 3  | 0 - 2   |
| Jacobina             | 3 - 5           | Juazeirense         | 2 - 2  | 1 - 3   |
| Campinense           | 1 - 1 (gfc)     | Fluminense de Feira | 1 - 1  | 0 - 0   |
| Aparecidense         | 0 - 1           | América-RN          | 0 - 0  | 0 - 1   |
| Comercial-MS         | 1 - 2           | Ceilândia           | 0 - 1  | 1 - 1   |
| Villa Nova           | 4 - 1           | União Rondonópolis  | 2 - 0  | 2 - 1   |
| URT                  | 2 - 1           | Portuguesa-RJ       | 1 - 0  | 1 - 1   |
| Espírito Santo       | 4 - 1           | Boavista-RJ         | 1 - 0  | 3 - 1   |
| Desportiva           | 1 - 4           | Operário-PR         | 0 - 2  | 1 - 2   |
| Metropolitano        | 3 - 4           | São Bernardo        | 1 - 1  | 2 - 3   |
| Brusque              | 2 - 2 (gfc)     | São José-RS         | 2 - 1  | 0 - 1   |

## Terza fase
| Squadra 1           | Totale          | Squadra 2        | Andata | Ritorno |
| ------------------- | --------------- | ---------------- | ------ | ------- |
| Gurupi              | 1 - 3           | Atlético Acreano | 1 - 0  | 0 - 3   |
| Maranhão            | 4 - 4 (4-3 dcr) | Santos-AP        | 2 - 2  | 2 - 2   |
| Guarany de Sobral   | 1 - 4           | Globo            | 0 - 1  | 1 - 3   |
| Fluminense de Feira | 3 - 3 (gfc)     | Juazeirense      | 3 - 3  | 0 - 0   |
| Ceilândia           | 1 - 3           | América-RN       | 0 - 1  | 1 - 2   |
| URT                 | 1 - 1 (gfc)     | Villa Nova       | 0 - 0  | 1 - 1   |
| Espírito Santo      | 1 - 1 (2-4 dcr) | Operário-PR      | 1 - 0  | 0 - 1   |
| São José-RS         | 0 - 0 (4-3 dcr) | São Bernardo     | 0 - 0  | 0 - 0   |

## Fase finale
|  | Quarti di finale | Quarti di finale | Quarti di finale | Quarti di finale | Quarti di finale |  |  | Semifinali       | Semifinali       | Semifinali  | Semifinali  | Semifinali |   |   | Finale | Finale | Finale | Finale | Finale |  |
|  |                  |                  |                  |                  |                  |  |  |                  |                  |             |             |            |   |   |        |        |        |        |        |  |
|  | Juazeirense      | Juazeirense      | 3                | 1                | 4                |  |  |                  |                  |             |             |            |   |   |        |        |        |        |        |  |
|  | América-RN       | América-RN       | 0                | 1                | 1                |  |  | Juazeirense      | Juazeirense      | 3           | 0           | 3          |   |   |        |        |        |        |        |  |
|  | URT              | URT              | 1                | 0                | 1                |  |  | Globo (gfc)      | Globo (gfc)      | 1           | 2           | 3          |   |   |        |        |        |        |        |  |
|  | Globo (dtr)      | Globo (dtr)      | 0                | 1                | 1                |  |  |                  |                  |             |             |            |   |   | Globo  | Globo  | 0      | 1      | 1      |  |
|  | São José-RS      | São José-RS      | 0                | 1                | 1                |  |  |                  |                  | Operário-PR | Operário-PR | 5          | 0 | 5 |        |        |        |        |        |  |
|  | Atlético Acreano | Atlético Acreano | 1                | 1                | 2                |  |  | Atlético Acreano | Atlético Acreano | 0           | 0           | 0          |   |   |        |        |        |        |        |  |
|  | Maranhão         | Maranhão         | 1                | 1                | 2                |  |  | Operário-PR      | Operário-PR      | 0           | 2           | 2          |   |   |        |        |        |        |        |  |
|  | Operário-PR      | Operário-PR      | 3                | 2                | 5                |  |  |                  |                  |             |             |            |   |   |        |        |        |        |        |  |